# Alvorada d'Oeste
Alvorada d'Oeste es un municipio brasileño del estado de Rondônia. Se localiza a una latitud 11º20'29" sur y a una longitud 62º17'11" oeste, a una altitud de 224 metros. Su población estimada en 2006 era de 19.542 habitantes. 
Posee un área de 2.982 km².